# Lucea
Lucea est une ville côtière et la capitale de la paroisse de Hanover dans le comté de Cornwall en Jamaïque.

## Personnalités
Lee scratch perry y est mort le 29 août 2021